# Théoule-sur-Mer

Théoule-sur-Mer este o comună în departamentul Alpes-Maritimes din sud-estul Franței. În 1 ianuarie 2022 avea o populație de 1.418 de locuitori.